# Neustadt (Eichsfeld)
Neustadt é uma localidade e antigo município da Alemanha localizado no distrito de Eichsfeld, estado da Turíngia. A partir de 1 de dezembro de 2010, Neustadt foi unido aos municípios de Bischofferode e Großbodungen para formar o novo município de Am Ohmberg.